# Tuszów Mały
Tuszów Mały – wieś w Polsce położona w województwie podkarpackim, w powiecie mieleckim, w gminie Tuszów Narodowy.
Tuszów Mały został założony jako kolonia przy wsi Tuszów przez osadników sprowadzonych (prawdopodobnie z Bawarii) w latach 1783–1785 przez Józefa II (kolonizacja józefińska). Dla odróżnienia od wsi zamieszkanej przez polską ludność nazywany Tuszowem Niemieckim, Kolonią, później Małym. W tym samym czasie powstały inne osady kolonistów – Reichsheim (obecnie Sarnów) i Josefsdorf (Józefów).
22 kwietnia 1909 w Tuszowie Małym urodził się prof. Jan Sehn.
W latach 1975–1998 miejscowość administracyjnie należała do województwa rzeszowskiego. Przez miejscowość przebiega linia kolejowa nr 25. Do 5 października 2015 roku przez miejscowość przebiegała droga wojewódzka nr 985, ale w wyniku zakończenia budowy obwodnicy miasta Mielca, która została fragmentem drogi wojewódzkiej z mocy ustawy dawny odcinek drogi wojewódzkiej przebiegający przez miejscowość otrzymał status drogi powiatowej.
Wierni Kościoła rzymskokatolickiego należą do parafii Matki Bożej Wspomożenia Wiernych w Tuszowie Narodowym.